# Парк культуры (станция метро, Кольцевая линия)
«Парк культу́ры» — станция Московского метрополитена на Кольцевой линии. Связана пересадкой с одноимённой станцией на Сокольнической линии. Расположена в районе Хамовники (ЦАО); названа по Центральному парку культуры и отдыха имени Горького (уже в момент открытия не являлась ближайшей к нему). Открыта 1 января 1950 года в составе участка «Парк культуры» — «Курская». Пилонная трёхсводчатая станция глубокого заложения с одной островной платформой.

## Описание станции
Станция открыта в 1950 году в составе участка «Парк культуры» — «Курская», после ввода в эксплуатацию которого в Московском метрополитене стало 35 станций. Название дано по расположенному вблизи ЦПКиО им. Горького. В первые годы своего существования станция часто обозначалась на схемах под названием «Парк культуры имени Горького».
«Парк культуры» — пилонная станция глубокого заложения (глубина — 40 метров) с тремя сводами. Автор проекта — Игорь Рожин. Диаметр центрального зала — 9,5 метров.
Расположена на Кольцевой линии, между станциями «Октябрьская» и «Киевская». Около станции от путей Кольцевой линии ответвляется служебная соединительная ветвь к Сокольнической линии. Там же находится пункт технического обслуживания поездов.
Код станции — 076. В марте 2002 года пассажиропоток по входу составлял 32,4 тыс. человек.

### История строительства
Несмотря на достаточную отдалённость от вызывавшего в те времена гордость москвичей Центрального парка культуры и отдыха им. Горького (ЦПКиО им. Горького), станция, теоретически, была предназначена именно для трансфера пассажиропотока в направлении парка. Впоследствии особенность удаления парка от станции метро была замечена, и, вследствие того, неоднократно предлагались варианты переименования станции — «Крымская», «Чудовка», «Крымский мост».
Главный архитектор станции И. Е. Рожин поставил перед собой определённую задачу — зрительно облегчить массивную конструкцию пилонов станции глубокого заложения. Необходимо упомянуть тот факт, что такая проблема стояла практически перед каждым архитектором глубоких станций московского метро, и зачастую эта задача решалась не с той лёгкостью, с которой хотелось бы. Рожин прорезал внутри каждого пилона профилированную арку, визуально разделяющую массивные опоры на четыре угловые колонны, на которых, как кажется пассажиру, и лежит сам свод. В случае, если бы станция была облицована светлым мрамором, говорят специалисты, дизайн получился бы ещё более лёгким и станция не была бы такой серой. Однако реализовать такую задумку не получилось, и для облицовки пришлось использовать мрамор марки «лопота», а для путевых стен — сочетание мрамора «садахло» и чёрного «габбро». Цоколь пилонов оформлен тёмно-красным мрамором «салиэти».

### Внешний декор и убранство
Пилоны облицованы серым мрамором. Путевые стены покрыты чёрным мрамором и лабрадоритом (внизу); пол выложен гранитными плитами серого и чёрного цветов, составляющими ковровый орнамент. Центральный зал освещается фонарями шестигранной формы. Пилоны украшают 26 барельефов из белого мрамора работы И. А. Рабиновича, изображающие отдых советской молодёжи (в некоторых источниках они неправильно атрибутированы скульптору С. Л. Рабиновичу или художнику И. М. Рабиновичу). 12 барельефов, расположенных в боковых залах, дублируются такими же барельефами в центральном зале. Таким образом, не продублированы только два барельефа. Потолок декорирован лепным орнаментом.
И. Рожин:

— Рельефы на пилонах, выполненные скульптором Иосифом Рабиновичем, оказались не напротив фонарей, а между ними, в результате чего получили двойные тени. При рабочем освещении эти скульптурные медальоны смотрелись прекрасно. А вот когда установили светильники, я схватился за голову. О скульпторе и говорить не приходится — он чуть не плакал…
| - Станция на почтовых марках СССР (1950) |

### Ремонтные работы
С 5 февраля 2011 года по 27 апреля 2012 года станция была закрыта для входа и выхода пассажиров. Причиной была замена эскалаторов, срок службы которых к тому моменту превышал 60 лет. Несмотря на то, что наклонные ходы были отреставрированы и готовы к установке эскалаторов уже к концу осени 2011 года, по причине задержки поставки эскалаторов открытие после реконструкции, которое первоначально планировалось на 28 декабря 2011 года, было сначала перенесено на первый квартал 2012 года, а конкретнее на 30 марта 2012 года; затем на конец апреля. Установка эскалаторов заняла примерно неделю, и 26 апреля Департамент транспорта и развития дорожно-транспортной инфраструктуры города Москвы объявил, что станцию откроют к майским праздникам. В субботу, 28 апреля 2012 года, в 5:35 по московскому времени станция была вновь открыта для пассажиров.
Помимо капитального ремонта эскалаторов, в вестибюле были заменены турникеты и обновлено техническое обеспечение помещений для дежурных, произведён косметический ремонт потолков, пола и стен; обновлены барельефы и прочие элементы декора. На самой станции отшлифована часть пола перед эскалаторным ходом, добавлены новые станционные указатели (с подсветкой), а также заменена электрика, включая системы аварийной тревоги.
Был также отремонтирован переход на Сокольническую линию, с установкой новых эскалаторов и указателей.

## Вестибюли и пересадки
Имеется наземный вестибюль, объединённый с вестибюлем станции «Парк культуры» Сокольнической линии и служащий также переходом между двумя станциями (аналогичная ситуация – на станциях «Крестьянская Застава» и «Пролетарская»). Вестибюль украшен четырьмя штукатурными барельефами работы скульптора Г. И. Мотовилова, размещёнными на потолочном своде. Выход осуществляется на Крымскую площадь и Зубовский бульвар. Станция была закрыта с 5 февраля 2011 года по 28 апреля 2012 года для замены эскалаторов (вход и выход пассажиров Сокольнической линии осуществлялся через собственный вестибюль).

## Станция в культуре
На станции были сняты эпизоды фильмов «Влюблён по собственному желанию», «Курьер».

## Наземный общественный транспорт
На этой станции можно пересесть на следующие маршруты городского пассажирского транспорта:
- Автобусы: м5, 138, 379, с910, Б

## Галерея
| - Барельеф М. Горького - Вид на центральный зал - Старый эскалаторный наклон (2006) |

## Станция в цифрах
- Таблица времени прохождения первого поезда через станцию[14]:

| По чётным числам                | Будние дни | Выходные дни |
| По нечётным числам              | Будние дни | Выходные дни |
| В сторону станции «Октябрьская» | 05:51:00   | 05:51:00     |
| В сторону станции «Октябрьская» | 05:40:00   | 05:40:00     |
| В сторону станции «Киевская»    | 05:57:00   | 05:56:00     |
| В сторону станции «Киевская»    | 05:46:00   | 05:46:00     |